# Ornitin aminotransferaza
Ornitin aminotransferaza (EC 2.6.1.13, ornitinska delta-transaminaza, L-ornitin:alfa-ketoglutarat delta-aminotransferaza, -ornitin 5-aminotransferaza, -ornitinska aminotransferaza, ornitinska 5-aminotransferaza, ornitinska transaminaza, ornitin-alfa-ketoglutaratna aminotransferaza, ornitin-2-oksokiselinska aminotransferaza, ornitin-keto kiselinska aminotransferaza, ornitin-keto kiselinska transaminaza, ornitin-ketoglutaratna aminotransferaza, ornitin-okso kiselinska aminotransferaza, ornitin:alfa-oksoglutarat transaminaza, ornitin---okso-kiselinska transaminaza) je enzim sa sistematskim imenom L-ornitin:2-okso-kiselina aminotransferaza. Ovaj enzim katalizuje sledeću hemijsku reakciju
-ornitin + 2-okso karboksilat {\displaystyle \rightleftharpoons } L-glutamat 5-semialdehid + L-aminokiselina
Ovaj enzim je piridoksal-fosfatni protein.

## Literatura
- Nicholas C. Price; Lewis Stevens (1999). Fundamentals of Enzymology: The Cell and Molecular Biology of Catalytic Proteins (Third изд.). USA: Oxford University Press. ISBN 019850229X.
- Eric J. Toone (2006). Advances in Enzymology and Related Areas of Molecular Biology, Protein Evolution (Volume 75 изд.). Wiley-Interscience. ISBN 0471205036.
- Branden C; Tooze J. Introduction to Protein Structure. New York, NY: Garland Publishing. ISBN 0-8153-2305-0.
- Irwin H. Segel. Enzyme Kinetics: Behavior and Analysis of Rapid Equilibrium and Steady-State Enzyme Systems (Book 44 изд.). Wiley Classics Library. ISBN 0471303097.

## Spoljašnje veze
- Ornithine+aminotransferase на 